# Marktsteinach

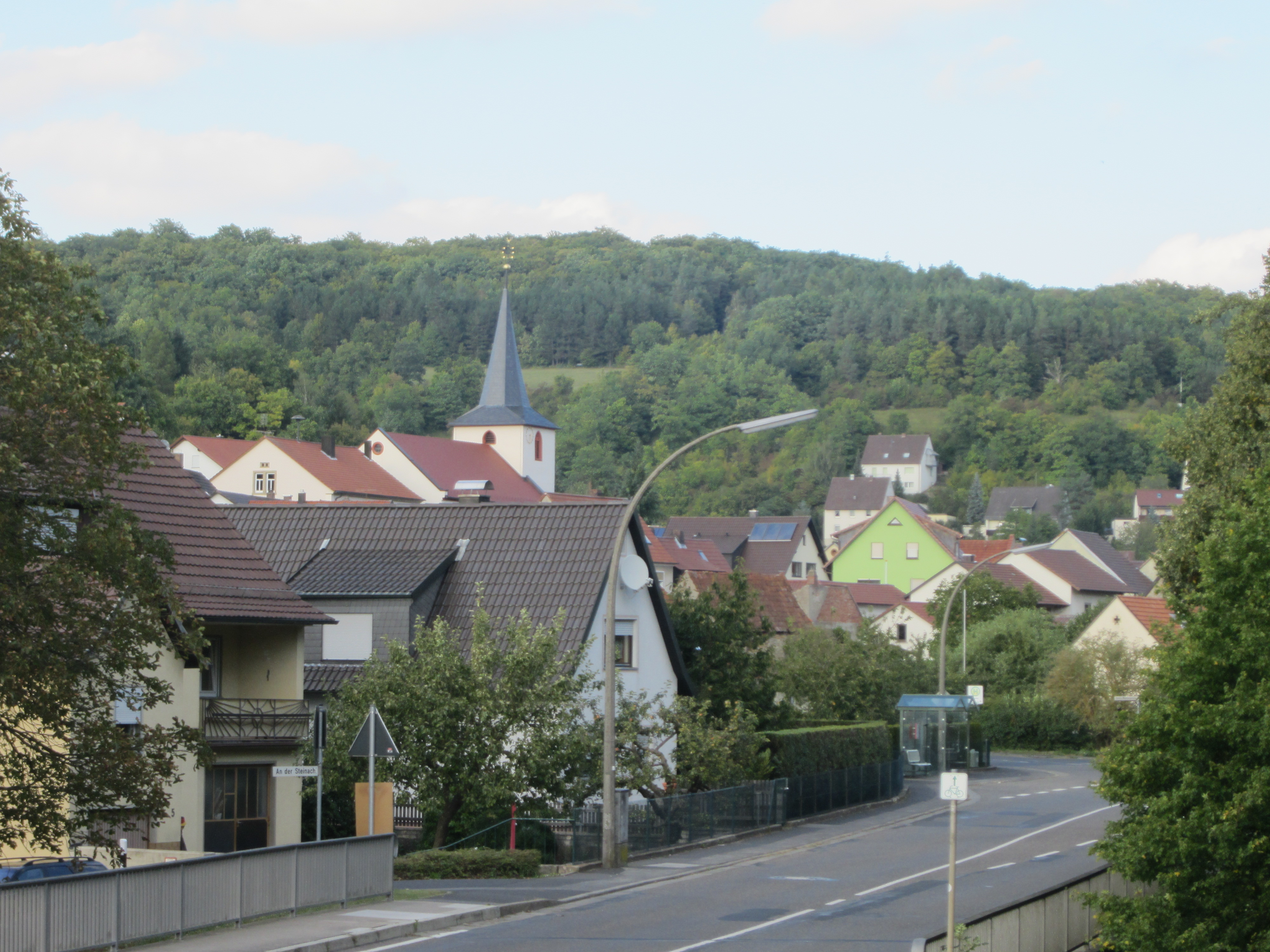
Blick auf den Ortskern

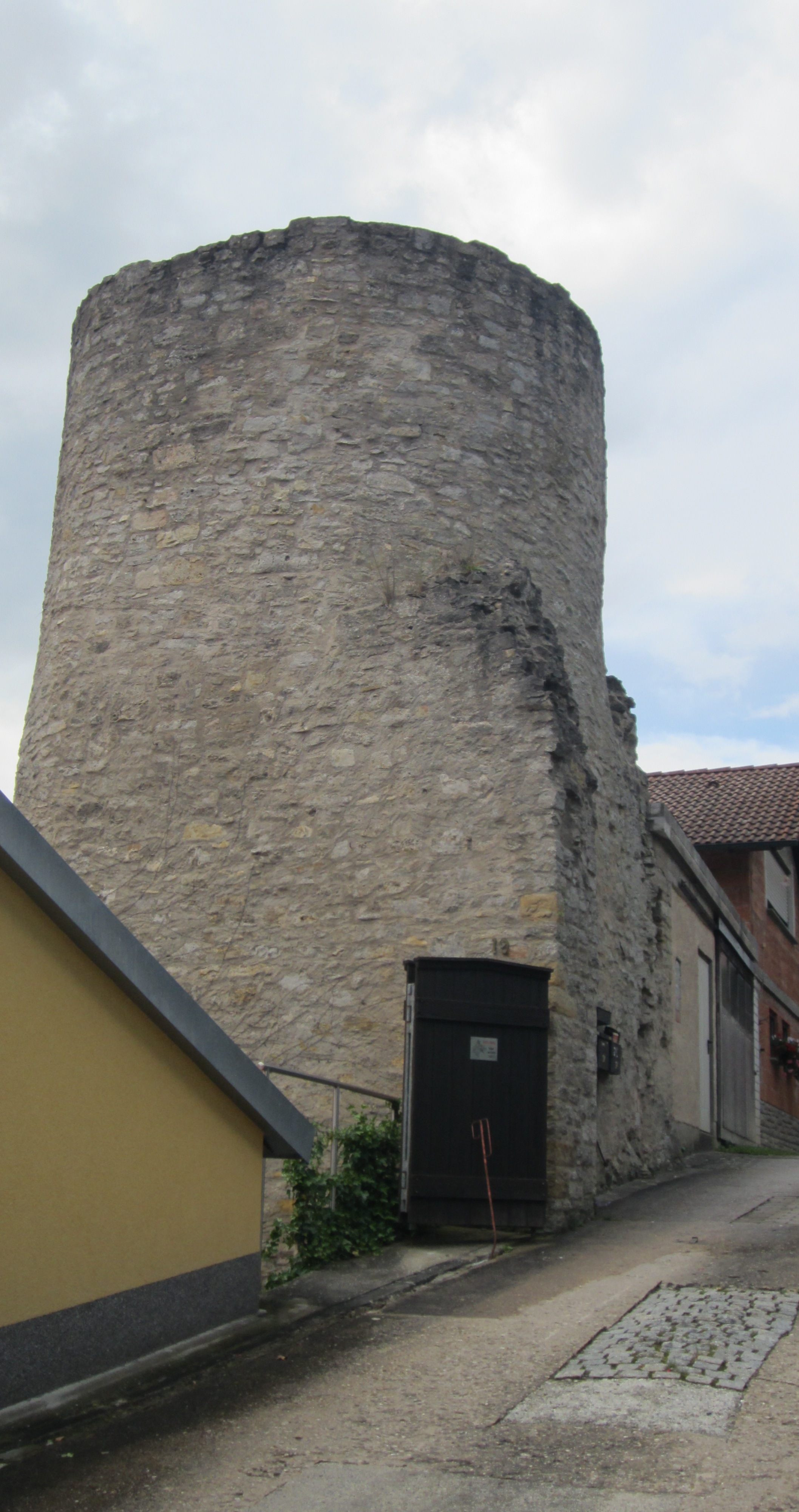
Turmstumpf der Ruine der Marktsteinacher Burg

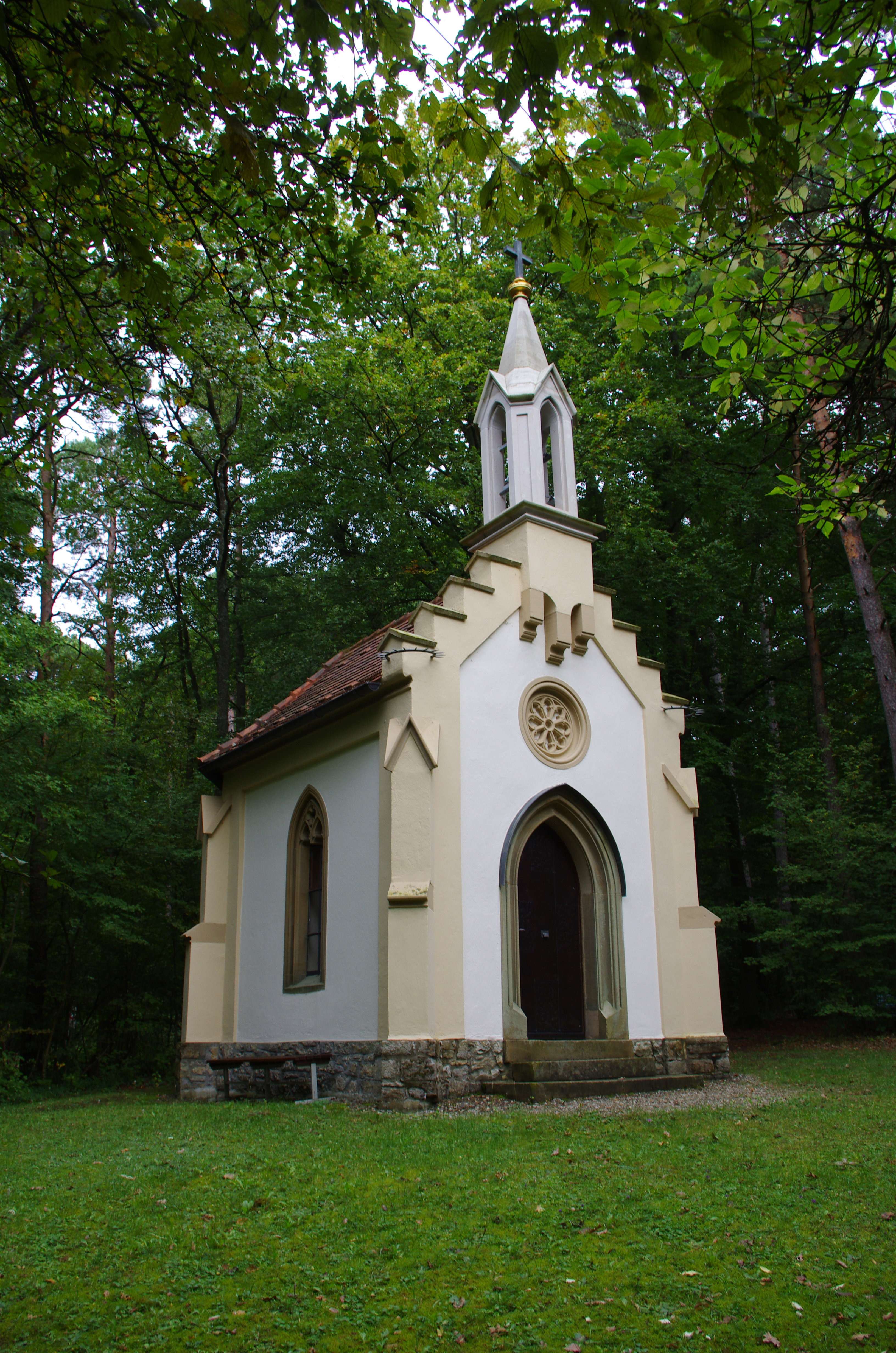
Kapelle

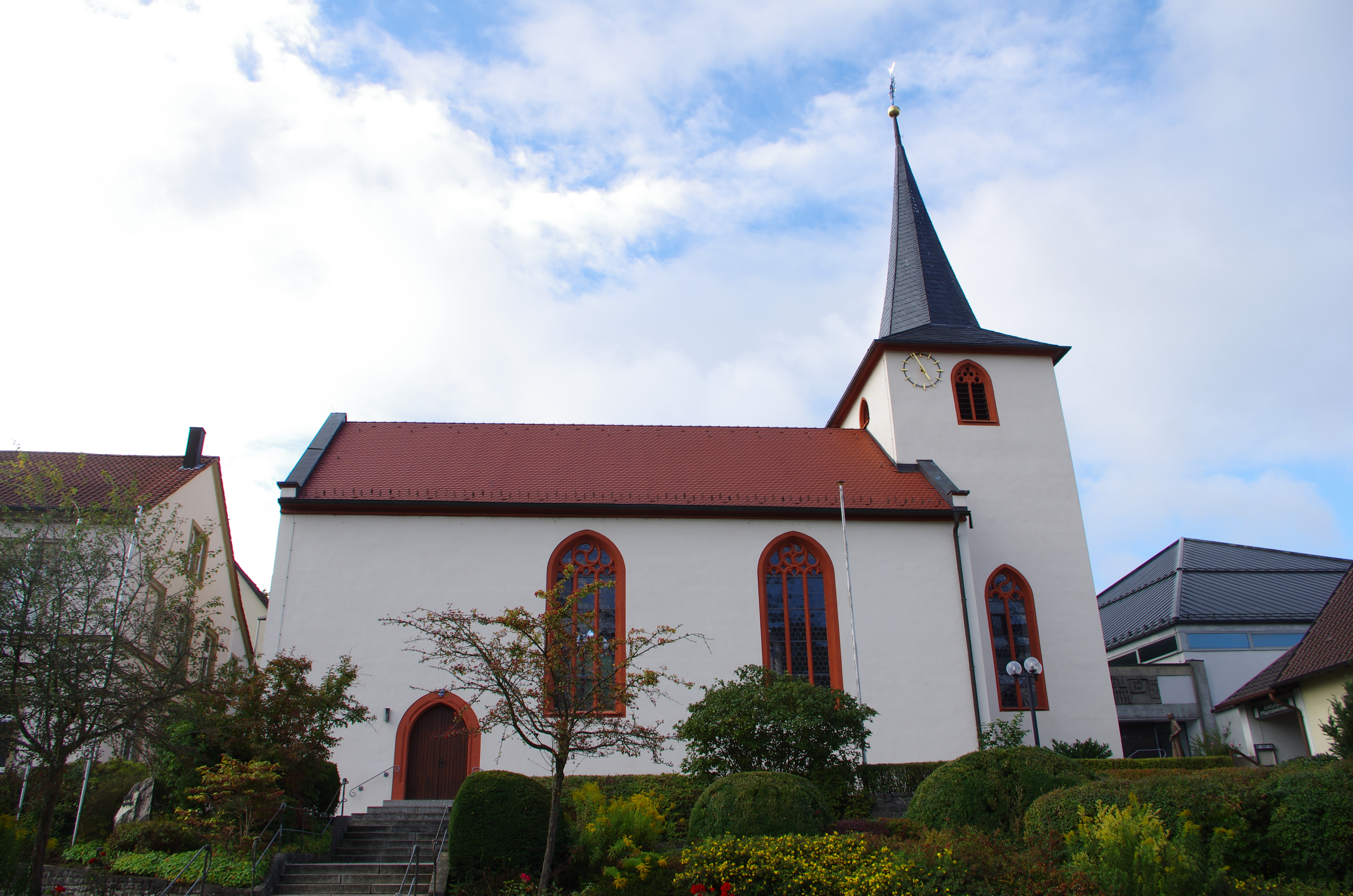
Pfarrkirche St. Bartholomäus

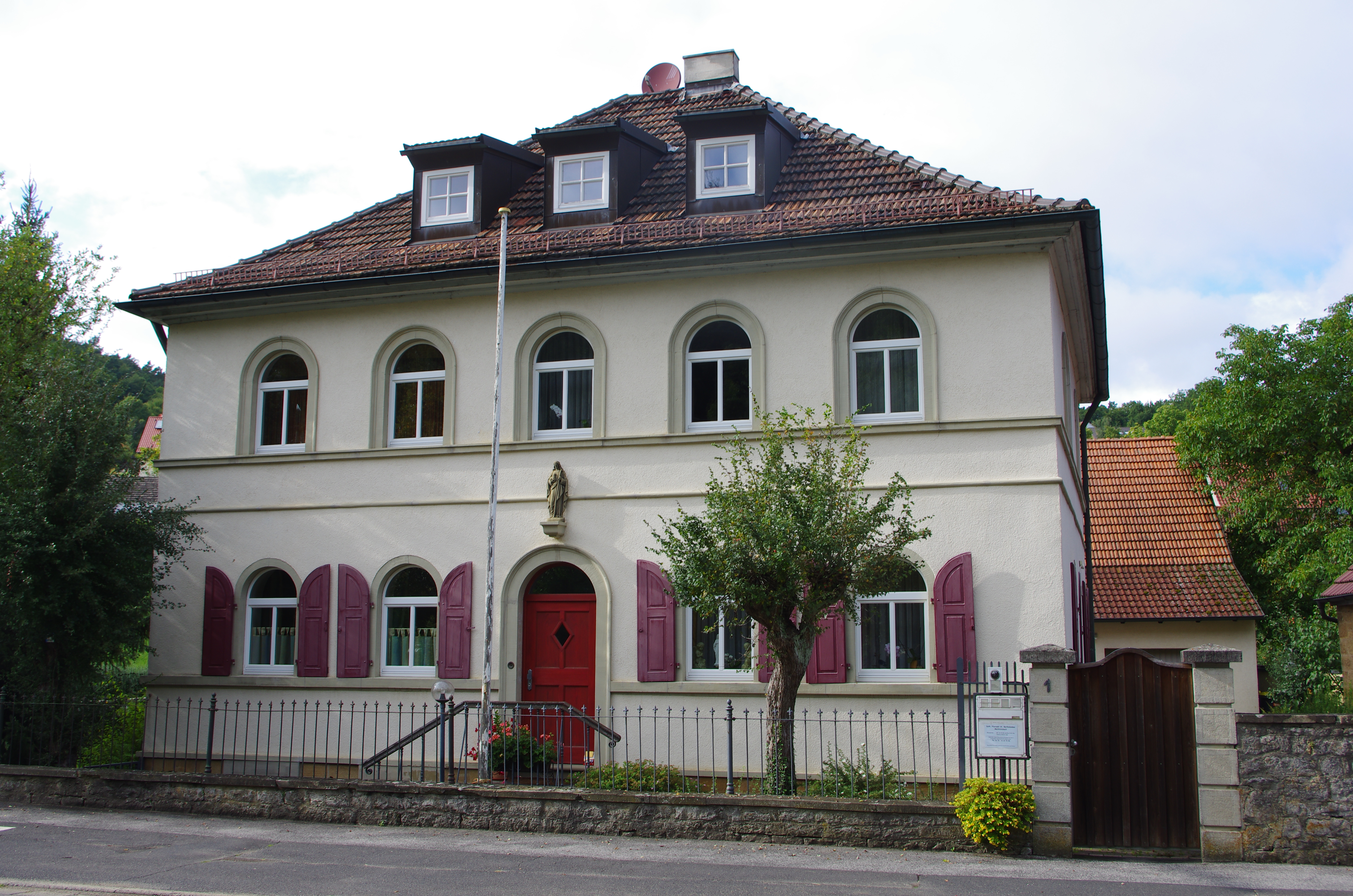
Hauptstraße 1, kath. Pfarramt

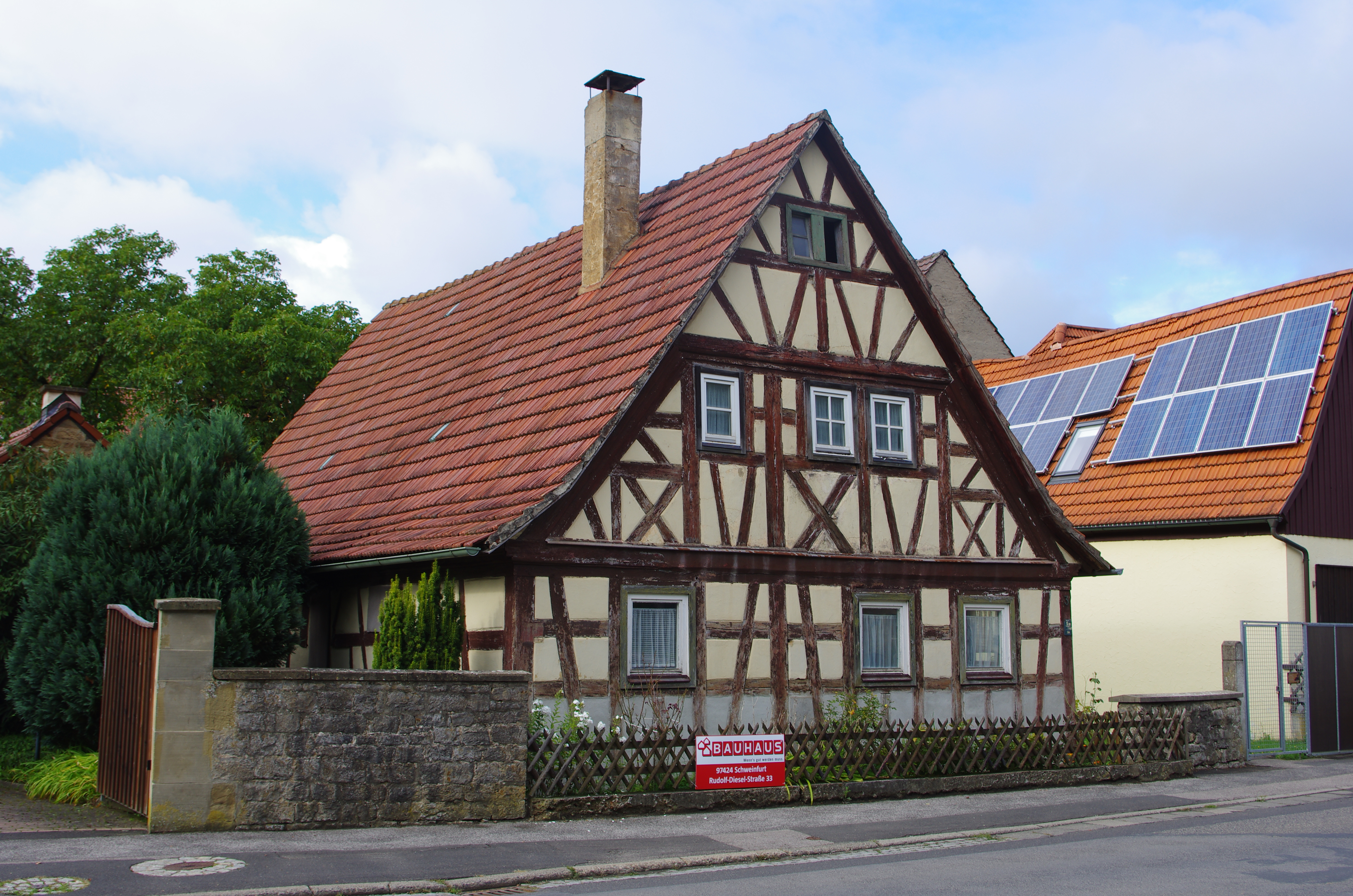
Hauptstraße 3

Marktsteinach ist ein Gemeindeteil der Gemeinde Schonungen im unterfränkischen Landkreis Schweinfurt in Bayern. Das Pfarrdorf liegt in der Schweinfurter Rhön.

## Geografie
Marktsteinach liegt 9 km (Luftlinie) nordöstlich von Schweinfurt und 4 km nordöstlich von Schonungen. Das Dorf liegt in einem Talkessel der Steinach, die bei Schonungen in den Main mündet. An ihrem Verlauf befinden sich zwischen Schonungen und Marktsteinach mehrere Mühlen, die heute als Wohnhäuser dienen. Am Dorfausgang in Richtung Löffelsterz liegt der ca. 1 ha große Dorfsee. 2 km nördlich liegt die 403 m hohe Siebenkohlplatte.
Am Ostrand  von Marktsteinach vereinen sich zunächst die beiden Quellbäche der Steinach Abersfelder Mühlbach und Wildbach und unweit danach mündet der Grundwiesenbach in die junge Steinach.

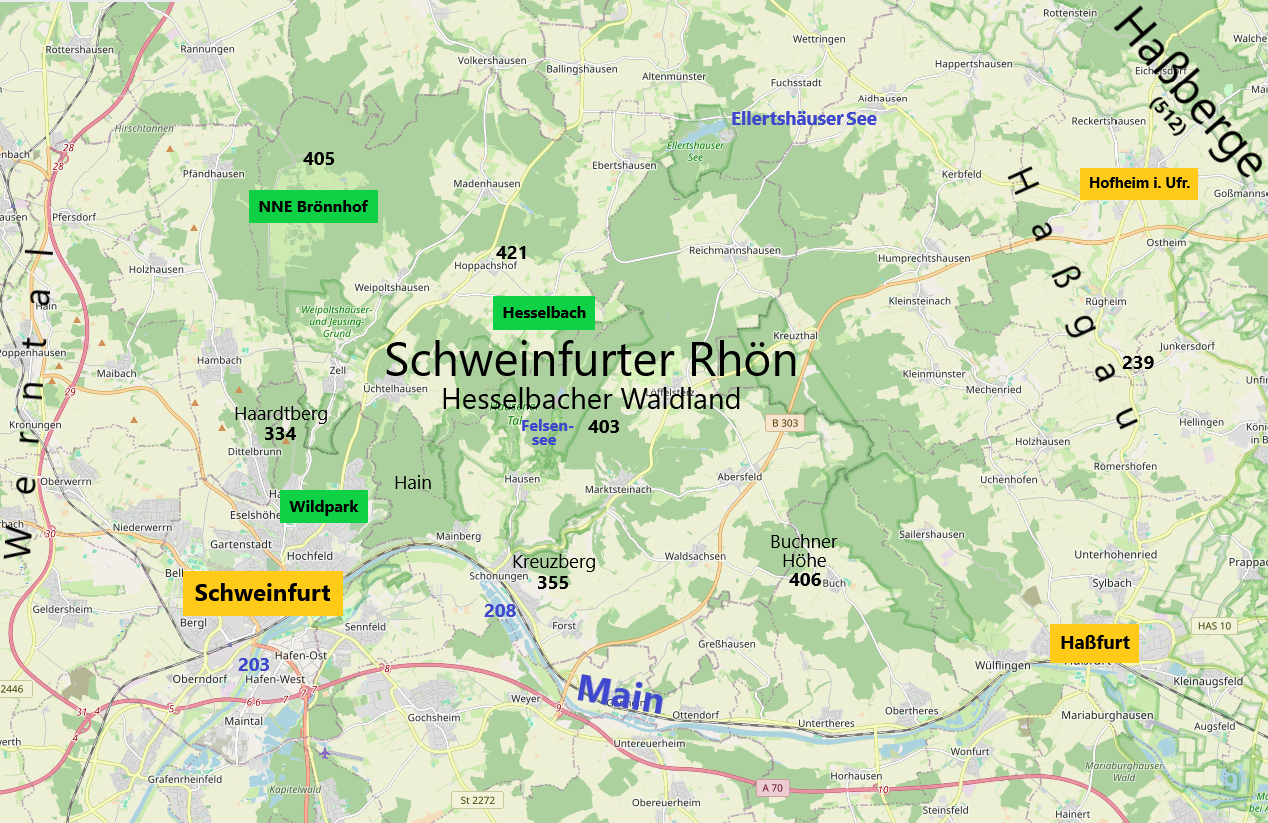
Marktsteinach liegt in der südlichen Mitte der Schweinfurter Rhön (bitte Bild vergrößern)

## Geschichte
Die erste urkundliche Erwähnung stammt aus dem Jahr 838, als Marktsteinach dem Kloster Fulda übereignet wurde. Das Dorf war der Sitz der Herren von Steinach, die im Talgrund die Burg Marktsteinach erbauten. Die „Veste Steynach“ befand sich im 13. Jahrhundert im Besitz der Grafen von Henneberg und ging dann, so wie das ganze Dorf, an den Bischof von Würzburg über. Während des Bauernkrieges im 16. Jahrhundert wurde die Veste Steynach zerstört und nie wieder aufgebaut. Der noch vorhandene Turmstumpf steht zwischen Wohnanwesen an der Hauptstraße. Die Ruine steht unter Denkmalschutz. Weiterhin war Marktsteinach der Sitz eines Zentgerichtes. Mehr als 400 Jahre alt ist die Pfarrei St. Bartholomäus. Im Jahr 1612 wurde im Auftrag von Julius Echter von Mespelbrunn der Kirchturm erhöht, zwei Jahre später das Langhaus umgebaut. Erstmals um 1500 erwähnt ist die Kapelle „Zu den elenden Heiligen“ außerhalb der Ortsgrenzen auf dem „Kolben“ genannten Berg. 1554 im Zweiten Markgrafenkrieg wurde die Kapelle zerstört, 1881 wurde wieder eine Wallfahrtskapelle errichtet, die 1900 um eine Lourdesgrotte und 1911 um einen Kreuzweg mit 14 Stationen erweitert wurde.
1968 wurde der Grundstein zu einer neuen Kirche gelegt. Die Sakristei der alten Kirche wurde mit der Eingangshalle der neuen Kirche verbunden. 1969 wurde die neue Kirche geweiht.
Am 1. Mai 1978 wurde Marktsteinach in die Gemeinde Schonungen eingegliedert.

## Kultur und Sehenswürdigkeiten

### Regelmäßige Veranstaltungen
Am dritten Wochenende im August wird die Kirchweih gefeiert. Der Kleintierzüchterverein veranstaltet jährlich das „Göckelesfest“ im Juni. Der Angelverein veranstaltet in Kooperation mit dem Sportverein jährlich ein Fischfest im Juli.

### Pfarrkirche St. Bartholomäus
Die Pfarrkirche steht im Ortskern von Marktsteinach zwischen der ehemaligen Schule und dem angeschlossenen Kirchenneubau von 1968. Der Pfarrei Marktsteinach wurde bereits 1569 auf Geheiß von Bischof Friedrich von Wirsberg die Kirchengemeinde Löffelsterz als Filialkirche zugesprochen. Wie die Kirche zu diesem Zeitpunkt aussah, ist nicht bekannt. Gesichert ist, dass 1612 der Kirchturm aufgestockt wurde. Zwei Jahre später wurde das Langhaus umgebaut, dabei erhielt die Kirche den für den Stifter des Umbaus, Julius Echter von Mespelbrunn, typischen „Juliusstil“.
Das Langhaus stellt ist ein schlichter, rechteckiger Bau mit zwei Fensterachsen. Der quadratische Chorraum hat ein Kreuzgratgewölbe. Der Chorturm besitzt spitzbogige Öffnungen, die Fenster des Langhauses sind breit, dreiteilig und mit nachgotischem Maßwerk verziert. Am Südportal befindet sich das Wappen von Julius Echter, datiert auf das Jahr 1615. Ein Jahr jünger ist der aus Sandstein gefertigte achteckige Taufstein der Kirche.
Im Inneren befindet sich ein Hochaltar im Rokokostil, der vermutlich zwischen 1740 und 1750 entstanden ist. Das Altarblatt, der Tabernakel und die Statuen der Heiligen Kilian und Bonifatius stammen aus dem 19. Jahrhundert. Ebenfalls aus dem Rokoko stammen die beiden Seitenaltäre an der Ostwand. Die Gemälde beider Altäre stammen von Johann Peter Herrlein. Das linke Gemälde stellt die Himmelfahrt Mariens dar, das rechte zeigt das Martyrium des Bartholomäus, dem die Kirche geweiht ist.
Die Orgel stammt von 1731 und ist ein Werk des Würzburger Orgelbaumeisters Johann Philipp Seuffert.
Unter der Empore befindet sich ein auf 1720 datierter Rest des Chorgestühls der ehemaligen Benediktinerkirche in Obertheres. Auch die Kirchenbänke wurden aus Obertheres übernommen.

### Baudenkmäler
Südlich des Ortes befindet sich im Wald eine Kapelle mit Kreuzweg. Im Ort stehen mehrere denkmalgeschützte Fachwerkhäuser und Bildstöcke.

## Wirtschaft und Infrastruktur
Neben einer Metzgerei ist mit einem Hustensaft und Kräuterbonbons herstellenden Familiengeschäft der „kleinste pharmazeutische Betrieb Deutschlands“ in Marktsteinach ansässig. Weitere Arbeitgeber sind ein mittelständisches, metallverarbeitendes Unternehmen und eine Baufirma.

### Bildung
Im Gemeindeteil Marktsteinach existiert ein eingruppiger Kindergarten. Träger ist der örtliche Caritasverein. Die Grundschüler besuchen die Grundschule im Hauptort Schonungen, wo sich seit dem Schuljahr 2011/12 auch eine Realschule befindet. Die Schüler der Mittelschule müssen in Schonungen umsteigen und nach Gochsheim fahren. Die nächsten Gymnasien befinden sich in Schweinfurt.

### Verkehr
Durch Marktsteinach verläuft die Staatsstraße 2266, die 7 km nordöstlich von Marktsteinach in die Bundesstraße 303 und 5 km südwestlich in die Bundesstraße 26 mündet. Mehrmals täglich fährt an den Werktagen ein Bus des OVF von Marktsteinach nach Schweinfurt. Nachts erfolgt der Transport über ein Anrufsammeltaxi.
Über den Bahnhaltepunkt in Schonungen (etwa 4 km entfernt) besteht Anschluss an das deutsche Bahnnetz.
Zwischen Marktsteinach und Schonungen gibt es einen Fahrradweg.

## Sport und Freizeit
In Marktsteinach sind zwei Sportvereine ansässig. Der größere der beiden bietet neben Fußball auch Tischtennis, Korbball, Volleyball, Badminton und Gymnastik an. Der kleinere Sportverein konzentriert sich hauptsächlich auf die Fußballabteilung und eine Bogenabteilung. Es stehen zwei Fußballfelder, ein Beachvolleyballfeld und eine Turnhalle zur Verfügung.
Die Marktsteinacher Herren-Fußballmannschaft besteht aus Mitgliedern beider Sportvereine und spielt in der Kreisliga.
Seit 1972 gibt es einen Sportanglerverein in Marktsteinach.
Südlich des Ortes befindet sich außerdem die 25.000 m² große Vereinsanlage der Familien-Sportgemeinschaft Schweinfurt, einem FKK-Sportclub.
Nahe der Kirche ist ein kleiner Kinderspielplatz angelegt.
Neben der Freiwilligen Feuerwehr gibt es einen Gartenbauverein, einen Kleintierzuchtverein und eine Jagdgenossenschaft.

## Söhne und Töchter des Ortes
- Michael Meyenburg (1491–1555), Jurist, Reformator und Bürgermeister in Nordhausen